# Deadline (film fra 1997)
 For alternative betydninger, se Deadline. (Se også artikler, som begynder med Deadline)
Deadline er en dansk Tvfilm fra 1997 instrueret af Esben Høilund Carlsen, der skrev manuskript med Søren Sveistrup.

## Medvirkende
- Janus Nabil Bakrawi
- Ahmad Daood Basharat
- Esben Høilund Carlsen
- Søren Fauli
- Charlotte Fich
- Kristian Halken
- Benedikte Hansen
- Nicolaj Kopernikus
- Rune Elers Kristensen
- Charlotte Lange
- Lars Lippert
- Steen Stig Lommer
- Leon Munkholm
- Waage Sandø
- Claus Strandberg